# Vlásti
Vlásti, en grec moderne : Βλάστη, est un village et un ancien dème du district régional de Kozáni, en Macédoine-Occidentale, Grèce. Depuis 2010, il est fusionné au sein du dème d'Éordée.
Selon le recensement de 2011, la population du dème et du village s'élève à 274 habitants.
Les traditions locales de danse populaire sont inscrites depuis 2022 sur la liste du patrimoine culturel immatériel de l'Unesco au sein du bien intitulé « les fêtes du 15 août (Dekapentavgoustos) dans deux communautés montagnardes du nord de la Grèce : Tranos Choros (en) (la grande danse) à Vlásti et le Festival de Syrráko ».